# 弗吉尼亞敦 (加利福尼亞州)
弗吉尼亞敦（英語：Virginiatown）是位於美國加利福尼亞州普萊瑟縣的一個非建制地區。該地的面積和人口皆未知。

## 地理
弗吉尼亞敦的座標為38°54′02″N 121°12′53″W / 38.90056°N 121.21472°W，而該地的平均海拔高度為98米（即322英尺）。